# Vincent Meli
Vincent "Little Vince" Meli (2 de enero de 1921 – 7 de enero de 2008) era un mafioso de Detroit y subjefe en funciones de la familia criminal de dicha ciudad. El sobrino de Angelo Meli, sucedió en la jefatura a Anthony Zerilli, que había sido detenido y encarcelado.

## Primeros años
Vincent Angelo Meli, nació en San Cataldo, Sicilia, y fue hijo de Frank Meli y Grazia Panzica. Meli llegó a los Estados Unidos con su familia durante la década de 1920. En 1944, se graduó de la Universidad de Notre Dame en South Bend, Indiana. Alistándose en el ejército de los Estados Unidos poco después de la graduación. Durante su actividad, Vincent participó en la Operación Overlord, nombre en clave para la Batalla de Normandia, donde las operaciones aliadas lanzaron la invasión exitosa de la Europa occidental germano-ocupada durante la Segunda Guerra Mundial. Su división realizó una importante labor para asegurar los campos de concentración de Nuremberg y liberar a los prisioneros.

## Negocio de la música y chantaje laboral
Poco después de su regreso a Detroit, Meli se involucró en el crimen organizado, intentando ganar el control de la industria de las máquinas de juegos de Detroit. A los 24 años, con el respaldo financiero de su tío Angelo, Meli compró con éxito el Meltone Music y Jay-Cee Music Co con Peter Tocco, Michael Polizzi, y Rafaelle Quasarano.
En la década de 1960, siendo ya un capo de la mafia, Meli entra en el mundo de la extorsión sindical y, a través de Anthony "Tony Jacks" Giacalone, se asocia con Jimmy Hoffa, presidente del sindicato de camioneros. Durante la década de 1990, Meli continua vinculado a la extorsión laboral. Fue nombrado durante las investigaciones federales sobre corrupción sindical por el exmafioso de Detroit Nove Tocco y por agentes federales retirados, al igual que su socio de Michael Bane, presidente de Pontiac, Michigan’s Teamster Local 614.